# Álvaro Xavier da Fonseca Coutinho e Póvoas
Álvaro Xavier da Fonseca Coutinho e Póvoas (Guarda, 7 de Setembro de 1773 — Guarda, 29 de Novembro de 1852), mais conhecido por General Póvoas, foi um aristocrata e militar do Exército Português, onde atingiu o posto de general, que se distinguiu como um dos principais comandantes militares das forças miguelistas durante a Guerra Civil Portuguesa.
Foi cavaleiro da Casa Real (alvará de 30 de Janeiro de 1782), senhor das comendas de Mirandela (29 de Dezembro de 1821) e de Santa Maria da Covilhã (31 de Outubro de 1825), comendador da Ordem de Cristo e da Ordem da Torre e Espada e cavaleiro da Ordem de Avis. Foi condecorado com a Cruz de Ouro da Guerra Peninsular e com diversas outras condecorações, entre as quais a Medalha de Fidelidade ao Rei e à Pátria, a condecoração miguelista que ficaria conhecida como a Medalha da Poeira, com a efígie de D. Miguel I. Apesar de pertencer à melhor aristocracia, recusou o título de conde de Vela com que o governo saída da Patuleia o quis homenagear.

## Biografia
Nasceu na cidade da Guarda, no seio de uma rica família da melhor aristocracia, filho de António Manuel das Póvoas de Brito Marecos, fidalgo da Casa Real e ouvidor do Brasil, e de sua esposa Mariana Vitória de Castro Sousa e Almada.
Terminados os estudos preparatórios, matriculou-se no curso de Direito da Universidade de Coimbra, mas, concluídos os dois primeiros anos do curso, interrompeu os estudos jurídicos e a 28 de Setembro de 1792, com 19 anos de idade, assentou praça como cadete no Regimento de Cavalaria n.º 11. Matriculou-se então no curso de Matemática da mesma Universidade, concluindo com distinção o curso em 1796.

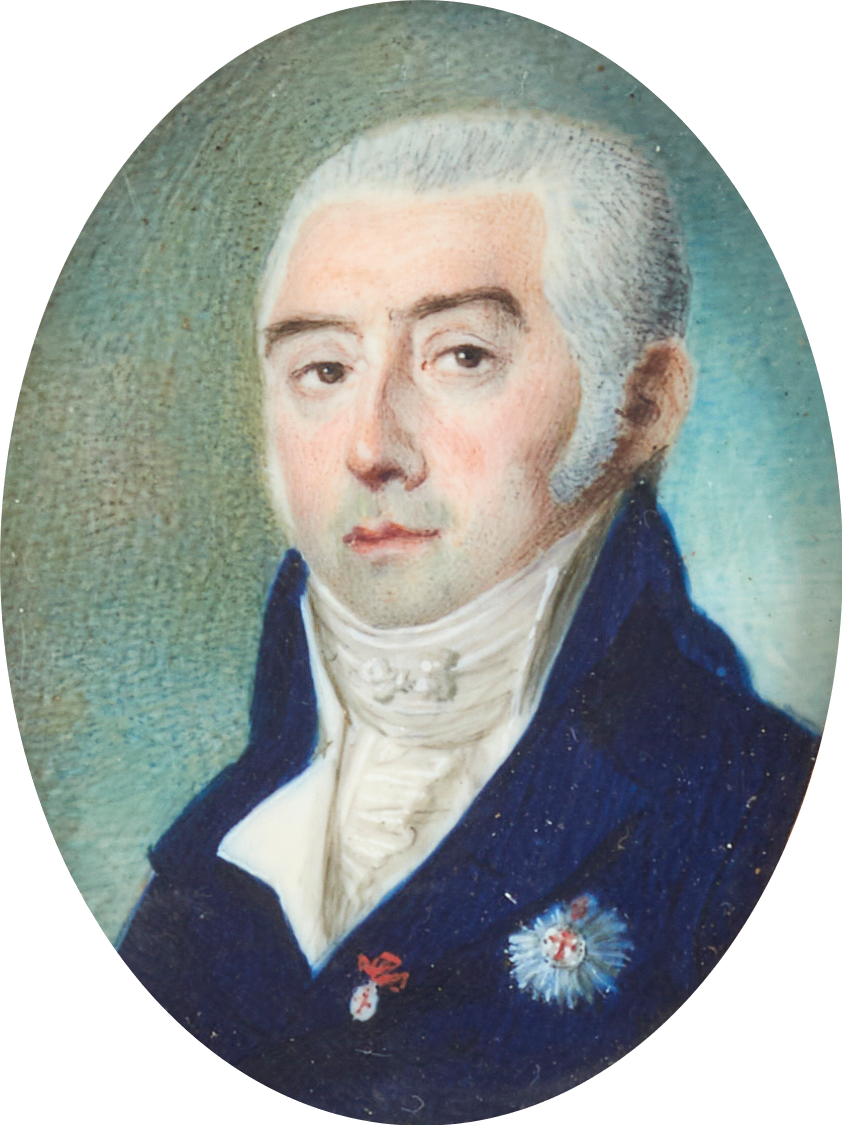
Miniatura sobre marfim com a imagem do General Póvoas, no início do século XIX

Terminada a formatura em Matemática, em Setembro de 1796 organizou, à custa dos bens da sua família, uma companhia de cavalaria e foi dela nomeado capitão, tendo como tenente e alferes, respectivamente, os seus irmãos António das Póvoas de Brito Coutinho e Francisco de Melo e Póvoas. Foi promovido a major no ano de 1803, posto que ocupava quando ocorreu a primeira invasão francesa de Portugal.
Em 1808, na vigência do regime de ocupação militar francesa, foi um dos oficiais que, por ordem do general francês Jean-Andoche Junot, foi enviado para França incorporado na Legião Lusitana, a divisão militar portuguesa que integrou os exércitos napoleónicos. Depois de uma passagem por França e Espanha, reentrou em Portugal integrado nas forças do general Nicolas Jean de Dieu Soult, mas ainda em 1809 desertou da sua companhia e foi incorporar-se no exército luso-britânico que então lutava contra os franceses na Península Ibérica.
Após a sua reincorporação no Exército Português foi promovido a tenente-coronel e transferido para o Regimento de Cavalaria n.º 7, unidade que foi encarregue de organizar. Integrado neste regimento participou em muitas das acções da Guerra Peninsular, sendo promovido a coronel em 1812.
Tendo-se distinguido durante a Guerra Peninsular, terminada o conflito foi, em 1815, promovido a brigadeiro. Mantendo-se no Exército, foi promovido a marechal de campo a 13 de Maio de 1820, estando nesse posto quando ocorreu a Revolução Liberal do Porto, movimento que viria a apoiar. Foi então escolhido para deputado às Cortes Gerais e Extraordinárias da Nação Portuguesa, encarregadas de elaborar e aprovar a primeira constituição portuguesa.
Embora pertencente à ala conservadora, atravessou o período do vintismo como oficial general do Exército, no posto de marechal de campo, exercendo cargos de relevo, entre os quais o de inspector-geral da arma de Cavalaria e de inspector-geral das Ordenanças.
Após a Vilafrancada aderiu claramente ao campo miguelista, seguindo por isso o partido absolutista. Nos acontecimentos que conduziram à Guerra Civil Portuguesa revelou-se como um fiel partidário de D. Miguel I de Portugal, em cujas forças assumiu um papel de grande relevo.
Pouco depois de D. Miguel ter desembarcado em Belém (Lisboa) a 22 de Fevereiro de 1828, Póvoas, que então já detinha o posto de marechal-de-campo, foi nomeado comandante duma divisão realista. À frente daquela divisão teve um papel relevante nos eventos que se seguiram ao fim da regência da infanta Isabel Maria e à saída de Portugal das tropas britânicas comandadas pelo general Sir William Henry Clinton. Essas tropas britânicas, cerca de 6 000 homens que haviam sido chamadas pela infanta regente para apoiar o regime vintista, abandonaram Portugal a 25 de Abril de 1828, a pedido de D. Miguel. Após o embarque das tropas, a instabilidade militar instalou-se em Portugal, levando à revolta, a 16 de Maio de 1828, das tropas estacionadas no Porto, a primeiro manifestação da Guerra Civil. Coube ao General Póvoas comandar as tropas fiéis a D. Miguel que foram enviadas para sufocar a insurreição.
Em 1829, já em plena Guerra Civil, foi nomeado para o cargo de general das armas da Beira Alta, tendo em 1832 comandado a 2.ª Divisão do Exército de Operações enviado pelo governo de D. Miguel I para impor o Cerco do Porto, em cujas acções se distinguiu sobremaneira.
A 26 de Outubro de 1832 foi promovido a tenente-general, passando a ser um dos principais comandantes militares das forças miguelistas durante a fase final da Guerra Civil. Neste posto notabilizou-se no comando das forças que deram a vitória ao partido miguelista na Batalha de Souto Redondo, travada a 7 de Agosto desse ano de 1832.
Em 20 de Dezembro de 1833, já na fase final da Guerra Civil, foi nomeado comandante-em-chefe do exército realista, mas a derrota na Batalha de Almoster, travada a 13 de Fevereiro de 1834, levou a que logo no dia 19 de Fevereiro imediato fosse exonerado do comando e substituído pelo general José António de Azevedo Lemos.
Após a capitulação miguelista na Convenção de Évora Monte, foi demitido do Exército e retirou-se da vida pública, fixando-se na cidade da Guarda. Apesar desse afastamento, no princípio do 1847, quando já tinha 73 anos de idade, aderiu à Patuleia e organizou uma milícia, à frente da qual se apresentou à Junta do Porto. Com essa milícia levou a cabo algumas operações militares contra as tropas de governo de Costa Cabral, acções cujo sucesso lhe restituiu parte do seu antigo prestígio. Voltada a paz a Portugal, retirou-se definitivamente para a sua Quinta da Vela, na Guarda.
Faleceu na Quinta de Vela, arredores da Guarda, a 29 de Novembro de 1852.